# Facultatea Electronică și Telecomunicații a Universității Tehnice a Moldovei
Facultatea Electronică și Telecomunicații este una dintre facultățile Universității Tehnice a Moldovei.

## Istorie
Facultatea Electronică și Telecomunicații a fost fondată la 1 august 1987, ca urmare a divizării Facultății de Electrofizică. Inițial, denumirea facultății a fost Facultatea de Radioelectronică.  Mai apoi, în anul 2001 facultatea, a fost redenumită în Facultatea de Radioelectronică și Telecomunicații, iar din 30 octombrie 2012 – în Facultatea de Inginerie și Management în Electronică și Telecomunicații. În procesul de reorganizare a universității în perioada 2016-2017, la 22 martie 2017 facultatea este redenumită în Facultatea Electronică și Telecomunicații.
La înființarea Institutului politehnic (1964) în cadrul Facultății de Electrotehnică a fost inițiată specialitatea „Aparate semiconductoare”. În anul 1967 Facultatea de Electrotehnică a fost divizată în două facultăți: „Energetică” și „Electrofizică”. La rândul său facultatea de Electrofizică în anul 1987 s-a divizat la fel în două facultăți: „Calculatoare, informatică și Microelectronică” și „Radioelectronică” în scopul pregătirii specialiștilor cu studii superioare în domeniul Electronicii și  Comunicațiilor. 

## Studii

### Programe de studii licență:
- Inginerie și Management în Telecomunicații
- Tehnologii și Sisteme de Telecomunicații
- Rețele și Software de Telecomunicații
- Comunicații Radio și Televiziune
- Securitatea Sistemelor Electronice și de Telecomunicații

### Programe de studii master:
- Sisteme și Comunicații Electronice
- Mentenanța și Managementul Rețelelor de Telecomunicații
- Securitatea informației în sisteme și rețele de comunicații

### Programe de studii doctorat:
- Fizica și Tehnologia Materialelor
- Sisteme de Conducere, Calculatoare și Rețele Informaționale
- Tehnologii și Sisteme în Securitatea Informațională
- Nano-microelectronică și Optoeletronică
- Economie și Management în Domeniul de Activitate